# 2010年2月

## 2月1日
- 朝鮮民主主義人民共和國領袖金正日之幼子金正銀1月8日的生日被確定為國家假期，顯示後者將繼承其父親的地位。世界日報（页面存档备份，存于）
- 2月——第33屆美洲盃帆船賽。新浪体育

## 2月2日
- 英国《柳叶刀》医学杂志宣布完全撤消1998年发表在该杂志上的一篇论证麻腮风三联疫苗和自闭症有关联的论文。路透（页面存档备份，存于）

## 2月4日
- 蒙古国出身的日本相扑第68代横纲朝青龙宣布退役，此前，他因在1月16日醉酒后打人而受到日本相扑协会的调查。中新网（页面存档备份，存于）
- 美國和中国的科學家通过研究赫氏近鸟龙化石的羽毛痕迹的黑色素体，还原出赫氏近鸟龙全身羽毛的顏色，使其成为首种被精確鑑定出羽毛顏色的恐龍。國家地理雜誌新聞（页面存档备份，存于）新华网（页面存档备份，存于）
- 哥斯达黎加将举行总统选举。环球网 （页面存档备份，存于）现任总统奥斯卡·阿里亚斯·桑切斯按照宪法规定，将不再有资格竞选连任。[來源請求]

## 2月5日
- 美国中大西洋地区遭遇一场百年罕见的暴风雪，其中以首都华盛顿一带雪情最为严重。 中国新闻网（页面存档备份，存于）

## 2月7日
- 新奥尔良圣徒队在佛罗里达州太阳生活体育场举行的美国国家橄榄球联盟第44届超级碗中战胜印第安纳波利斯小马队获得冠军。新华网（页面存档备份，存于）
- 哥斯达黎加执政党民族解放党总统候选人劳拉·钦奇利亚在当天举行的总统选举中获胜，将成为哥斯达黎加首位女总统。新华网 （页面存档备份，存于）

## 2月8日
- 美国奋进号航天飞机从佛罗里达州肯尼迪航天中心发射升空，搭载意大利制造的宁静号节点舱前住国际空间站。新华网（页面存档备份，存于）
- 乌克兰中央选举委员会公布反对派地区党领导人亚努科维奇在总统选举第二轮投票中获胜。New Europe[]
- 阿富汗首都喀布爾以北山區主要通道發生大型雪崩，數百架汽車被積雪掩埋，釀成166死135傷，不少死者是被困在汽車內凍死。超過500名軍警及救援人員，日以繼夜施工，用堆土機及其他大型器材，打通一條通道，給救護車通過，救出2,600名被困的乘客及司機。搜狐新闻

## 2月9日
- 四川维权人士谭作人被成都市中级人民法院以煽动颠覆国家政权罪，判处有期徒刑5年，剥夺政治权利3年。维权网
- 德国公布2009年出口总额为11213亿美元，低于中国先前公布的2009年出口总额12017亿美元，中国超越德国成为全球最大的出口国。新华网（页面存档备份，存于）
- 尼日利亚副总统古德勒克·乔纳森出任代总统，以代替总统奥马鲁·亚拉杜瓦因患急性心包炎在沙特阿拉伯就医期间行使权力。BBC（页面存档备份，存于）

## 2月10日
- 希臘工會發動全國罷工，抗議政府的削減赤字措施。總理喬治·帕潘德里歐表明不會退讓。中國時報[永久]
- 中国国家足球队在东京举行的东亚足球锦标赛中以3：0的比分战胜韩国国家足球队，结束对韩国队32年不胜历史。 腾讯体育（页面存档备份，存于）

## 2月11日
- 国际奥委会在加拿大温哥华举行2014年夏季青年奥林匹克运动会举办权的投票，中國南京47票對42票擊敗波蘭波茲南获得举办权。國際奧委會（页面存档备份，存于）
- 第60届柏林国际电影节开幕，中国导演王全安的新片《团圆》在开幕式上成为首映电影。德国之声中文网（页面存档备份，存于）
- 欧盟议会在斯特拉斯堡否决了有争议的同美国共享银行信息的《环球银行金融电信协会协议》，这也是欧盟议会第一次根据《里斯本条约》行使了其新赋予的共同决定权。德国之声中文网
- 亚特兰蒂斯号将执行第32次任务（任务代号：STS-131），向国际空间站运送多功能后勤舱等。预计任务期11天，宇航员将至少进行3次太空行走。[來源請求]

## 2月12日
- 中国维权人士冯正虎在流落日本成田机场三个月后，终于飞抵上海机场，并获准入境。BBC中文网（页面存档备份，存于）
- 第21届奥林匹克冬季运动会开幕式在加拿大温哥华不列颠哥伦比亚体育馆举行，格鲁吉亚雪橇选手诺·库马里塔什威利在开幕式前的训练中发生意外身亡。KMOX.COM新华网（页面存档备份，存于）

## 2月13日
- 北约部队和阿富汗政府军共1.5万人在赫尔曼德省向塔利班发动自2001年以来最大规模的攻击。BBC中文网（页面存档备份，存于）

## 2月14日
- 尼日利亞南部尼日爾三角洲地區的哈科特港發生罕見意外，一條電纜在大雨中鬆脫，跌落一部駛經的巴士，造成20死10傷，死者包括巴士乘客及途人，部份死者屍體焦黑，難以辯認。東方日報（页面存档备份，存于）
- 印度西部浦那一家德国面包店发生爆炸，造成至少9人死亡，53人受伤。新华社

## 2月15日
- 比利時發生嚴重火車相撞事故，最少20人喪生，事發在早上繁忙時間，當時有雪，兩列火車在首都布魯塞爾以西的哈雷市附近一個火車站迎頭相撞，撞擊力巨大，兩列火車首節車廂出軌重疊，部分傷者被送到附近一個體育場館治理。商業電台（页面存档备份，存于）

## 2月16日
- 巴基斯坦三军情报局和美国中央情报局在2月8日于卡拉奇发动的联合行动中抓获阿富汗塔利班二号人物、最高军事指挥官阿卜杜勒·加尼·巴拉达。凤凰网（页面存档备份，存于）

## 2月18日
- 美國聯邦儲備局宣佈調高貼現率四分之一厘。紐約時報（页面存档备份，存于） 新华网（页面存档备份，存于）
- 尼日發生軍事政變，總統坦賈·馬馬杜被捕。政變軍人宣布成立「民主復興最高委員會」，並中止第六共和國憲法和解散各機構。英國廣播公司（页面存档备份，存于）
- 美國總統巴拉克·奧巴馬在中國反對下在白宮地圖室會見西藏流亡精神領袖第十四世達賴喇嘛。半島電視台（页面存档备份，存于）

## 2月19日
- 国际纯粹与应用化学联合会正式将原子序数为第112号的化学元素命名为Copernicium，以纪念波兰天文学家尼古拉·哥白尼。新华网 Archive.today的存檔，存档日期2013-04-28

## 2月20日
- 荷蘭首相揚·彼得·巴爾克嫩德第四屆內閣因工黨退出執政聯盟而倒台。英國廣播公司（页面存档备份，存于）
- 葡萄牙马德拉岛遭到暴风雨袭击并引发水灾和山体滑坡，造成至少32人死亡，60多人受伤。新华网（页面存档备份，存于）

## 2月22日
- 在德國漢莎航空員工宣佈暫停原訂四天的罷工當日，英國航空公司員工通過舉行罷工，抗議凍薪、兼職化等措施。法國空中交通管制員亦開始四天罷工。路透社（页面存档备份，存于）路透社（页面存档备份，存于）

## 2月23日
- 苏丹政府和主要反政府组织公正与平等运动在多哈正式签署停火协议，旨在结束苏丹达尔富尔地区长达7年的武装冲突。新华网 Archive.today的存檔，存档日期2013-04-28

## 2月24日
- 古生物学家日前在美国犹他州发现蜥脚类恐龙的一个新物种阿比杜斯龙的化石。新华网（页面存档备份，存于）ScienceDaily（页面存档备份，存于）

## 2月25日
- 乌克兰地区党领导人维克托·亚努科维奇在首都基辅宣誓就任新一任乌克兰总统。新华网（页面存档备份，存于）
- 孟加拉國加濟布爾縣一間製衣廠懷疑因電線短路發生大火，造成至少21人死亡，50多人受傷。新華網
- 印度与巴基斯坦在新德里开始举行外交秘书级会谈。这是自2008年孟买发生恐怖袭击以来两国首次进行官方会谈。新华网（页面存档备份，存于）

## 2月26日
- 中华人民共和国十一届全国人大常委会第十三次会议表决通过了《中华人民共和国国防动员法》，国家主席胡锦涛签署主席令予以公布，这部法自2010年7月1日起施行。新华网（页面存档备份，存于）

- 泰国最高法院作出判决，没收前总理他信·西那瓦及其家族总计463.73亿泰铢的资产。新华网（页面存档备份，存于）
- 英超聯官方網頁發表聲明，指樸茨茅夫申請破產保護，球會正式被接管，是英超自1992年成立以來，首次有球會被接管。樸茨茅夫將被扣減9分，下季幾乎肯定降班。明報（页面存档备份，存于）（页面存档备份，存于）

## 2月27日
- 智利马乌莱大区附近海域发生里氏8.8级强烈地震，可能引发毀滅性海啸，目前已知47人死亡。BBC中文网（页面存档备份，存于）路透社（页面存档备份，存于）新华网（页面存档备份，存于）
- 国际体操联合会就两名中国体操运动员董方霄和杨云年龄造假的问题进行调查后，决定取消董方霄悉尼奥运会的所有成绩。腾讯（页面存档备份，存于）
- 印度总理曼莫汉·辛格抵达沙特阿拉伯首都利雅得，成为28年来首位访问沙特阿拉伯的印度总理。美国之音[永久]

## 2月28日
- 中國西南地區大旱，自廣西梧州起有900艘船隻因西江水位太低無法航行而滯留。中國日報（页面存档备份，存于）
- 第21届冬奥会在加拿大温哥华市中心的不列颠哥伦比亚体育馆闭幕。东道主加拿大代表团以14金7银5铜荣登榜首。新华网（页面存档备份，存于）